# Familienökonomie
Die Familienökonomie ist ein spezielles Gebiet der Haushaltstheorie. Während die Haushaltstheorie neben den Familien im herkömmlichen Sinne auch sogenannte Anstaltshaushalte, d. h. Gemeinschaften ohne den Zweck der Gewinnerzielung, einschließt, betrachtet die Familienökonomie das Handeln von Individuen unter dem Aspekt der Nutzenmaximierung innerhalb einer Familie. In der Familienökonomie werden ökonomische Konzepte auf die Familie angewandt, beispielsweise Arbeitsteilung und Anreize, Produktion und Nutzenmaximierung. Wegbereiter des Forschungszweigs war Gary Becker, der 1992 für diese Arbeit den Alfred-Nobel-Gedächtnispreis für Wirtschaftswissenschaften bekam.

## Geschichte
Erstmals taucht die Familie in der Ökonomie bei Adam Smith auf. In seinem Werk Der Wohlstand der Nationen heißt es: „Ein Mensch muss stets von seiner Arbeit leben und sein Lohn muß wenigstens hinreichend sein, um ihm den Unterhalt zu verschaffen. In den meisten Fällen muß er sogar noch etwas höher sein; sonst wäre der Arbeiter nicht im Stande, eine Familie zu gründen, und das Geschlecht solcher Arbeiter würde mit der ersten Generation aussterben.“ Auch bei Thomas Robert Malthus spielte die Familie eine Rolle: Er argumentierte, dass Familien bei höheren Einkommen mehr Kinder bekämen und so ein Bevölkerungswachstum verursachten, was zu einem Absinken der Löhne führte.
In den 60er-Jahren des 20. Jahrhunderts entwickelten Gary Becker und Jacob Mincer die so genannte „New Home Economics“. In den ersten Veröffentlichungen untersuchte Becker die Kinderzahlen, Mincer das Arbeitsangebot von Frauen und Becker die Verwendung von Zeit im Haushalt.

## Forschungsstand
In den vergangenen Jahren hatte sich die Familienökonomik laut Jeremy Greenwood, Nezih Guner und Guillaume Vandenbroucke vor allem mit sechs Veränderungen der Familie im 20. Jahrhundert zu beschäftigen:
- Ein deutlicher Abfall der Kinderzahl pro Familie einerseits, gleichzeitig ein Anwachsen der Investitionen in einzelne Kinder andererseits
- Ein Anstieg der Erwerbsbeteiligung verheirateter Frauen
- Ein Rückgang von Eheschließungen
- Ein größerer Grad an Assortativer Paarung
- Mehr Kinder, die von Alleinerziehenden großgezogen werden
- Änderungen der sozialen Normen hinsichtlich außerehelichem Sex und der Rolle verheirateter Frauen am Arbeitsplatz

### Partnerwahl
In den vergangenen Jahren hat in vielen Staaten der Welt das Ausmaß an Assortativer Paarung zugenommen: Menschen suchen sich Partner mit ähnlicher Bildung und ähnlichem sozialem Hintergrund. Dieser Trend wird mit dafür verantwortlich gemacht, dass die wirtschaftliche Ungleichheit von Haushalten innerhalb vieler Länder wächst.

### Entscheidungen in der Familie
Die Familie wird in wirtschaftlichen Modellen unterschiedlich modelliert. Oft gilt sie im gesamten als Wirtschaftssubjekt. Gary Becker argumentiert, dass Einzelentscheider im Haushalt altruistisch auch an die anderen Haushaltsmitglieder denken. In jüngerer Zeit allerdings kam es in Mode, Verhandlungen auch innerhalb der Familie anzunehmen – das tat zum Beispiel Amartya Sen.

### Arbeitsteilung in der Familie
Arbeitsteilung – beispielsweise zwischen Hausarbeit und Erwerbsarbeit – gilt in der neoklassischen Ökonomie meist als wohlstandsmehrend. Gary Becker ging davon aus, dass Frauen einen komparativen Vorteil für Hausarbeit hätten – damit sei es von Vorteil für beide Ehepartner, wenn sich die Frau auf den Haushalt und der Mann auf Erwerbsarbeit konzentriere. Die Arbeit kann allerdings auch anders aufgeteilt werden. Die Entscheidung wird immer wieder als Verhandlung innerhalb der Familie modelliert. Kaushik Basu hat ein Modell aufgestellt, in dem die Verhandlungsmacht innerhalb der Familie von den einzelnen Nutzenmaximierungsfunktionen abhängen, wobei der potenziell besser verdienende Partner mehr Verhandlungsmacht hat. Die Verhandlungsergebnisse wirken auf die weitere Verhandlungsmacht innerhalb der Familie zurück.
Im 19. und 20. Jahrhundert ist die Erwerbsbeteiligung von Frauen deutlich gestiegen. Jeremy Greenwood, Ananth Seshadri and Mehmet Yorukoglu argumentieren, das sei auf die Einführung von Haushaltsgeräten zurückzuführen, die Hausarbeit zeitsparender gemacht hätten.

### Kindererziehung
Zur Kindererziehung stellten Matthias Doepke und Fabrizio Zilibotti in einer empirischen Arbeit fest, dass Eltern umso mehr Zeit für die Kindererziehung aufwenden, je höher die wirtschaftliche Ungleichheit in einem Land ist.